# 야망의 전설
《야망의 전설》은 1998년 4월 4일부터 1998년 10월 25일까지 방영된 건국50주년 특별기획드라마이자 KBS 2TV 주말 드라마이다.

## 소개
- 실미도 사건을 모태로 하여 방영된 드라마

## 등장 인물
- 채시라 : 김인애 역.

서울호텔 사교클럽의 마담이자 이정우의 연인. 외무고시와 사법고시까지 패스한 인텔리였으나 월북한 아버지 때문에 연좌제에 걸리게 되면서 결국 사교클럽의 마담으로 전락한다. 뛰어난 미모와 화술을 지니고 있고 유능한 경영능력으로 이모이자 정재계 거물들이 드나드는 고급 요정 삼원각의 마담 송혜주로부터 인정을 받아 실질적 경영자로 나서게 된다. 자신을 좋아하는 재미교포 사업가 하도형과 원하지 않은 결혼을 하게 되고 정우와 도형 두남자의 사이에서 줄타기를 하게 되나 중앙정보부에 끌려가 고문당하고 이를 이정우가 풀어주게 되면서 도미. 로비스트가 되어 돌아와 박창식이 경영하는 호텔의 부속사교클럽 마담이 되어 정치는 물론 사업에도 개입하며 거물로 성장한다. 하지만 중앙정보부에서 김진욱과 대립하던 이정우가 김진욱과 박창식의 역공에 휘말려 교도소로 끌려가게 되고 군사재판을 받아 중형에 처해질 위기를 맞이하자 경호실장 박종규에게 로비를 하게 되고 그로 인하여 정우가 풀려나게끔 하는데 큰 공헌을 한다. 이후 재벌 유민재의 구애를 받아 결혼까지 하게 되지만 평생 정우를 사랑했고 그 때문에 유민재와 이혼을 하게 되면서 마음의 상처를 받게 된다. 그러나 미국에서 낳은 정우와 자신 사이의 아들 승준을 통해서 정우와 맺어지게 되고 미국으로 떠나 함께 살 계획까지 하지만 정우가 정태를 탈출시키는 위험한 일에 가담하게 되고 그 때문에 암살당했다는 사실을 모른 채 공항에서 이정우를 기다리다 할 수 없이 출국한다.
- 유동근 : 이정우 역.

前 중앙정보부 수사1과장. 前 중앙정보부 정보분석실장. 現 중앙정보부감찰실장. 신옥주와 이현준 사이에서 태어난 장남이나 실제로는 박창식의 핏줄. 서울대학교 정치학과를 졸업한 수재이자 엘리트로 학생 때부터 뛰어난 정치선구안과 판단력을 지녀 민주당 중진의원인 유진하 의원의 보좌관으로 발탁되어 일을 하면서 정치를 배우고 4.19를 겪으며 권력의 속성과 정치의 속성을 알게 되면서 스스로 보좌관직을 그만두고 장교로 군에 자원입대를 하며 자신의 인생을 찾으려 한다. 하지만 5.16 군사 정변 주체세력인 장형필의 공작으로 5.16 군사 정변에 가담하게 되면서 중앙정보부 창설요원으로 초대 중앙정보부장 장형필의 최측근이자 부관으로 또한 중앙정보부 제1수사과장으로 막강한 권력을 손에 쥐게 되면서 아버지를 죽인 원수 박창식을 몰락시키기 위해 힘을 다하지만 박창식과 커넥션이 있는 김진욱의 비호로 김진욱과 대립각을 세우게 되고 이 때문에 중앙정보부에서 한직인 정보분석실로 발령받게 된다. 하지만 절치부심으로 계속해서 김진욱과 박창식의 커넥션을 건드리다가 결국 박창식과 김진욱의 공작으로 인해 위기에 내몰리게 된다. 정우는 박창식과 김진욱의 공작으로 인해 대선을 앞둔 시점에서 희생양으로서 교도소에 끌려가 혹독한 고문을 받고 군사재판에 서게 될 정체절명의 상황에 빠지지만 자신을 구하기 위해 경호 실장 박종규에게 로비를 한 김인애에 의하여 풀려난다. 풀려난 이후 부정한 돈과 권력에 환멸을 느낀 정우는 지방에 내려가 마음을 추스르려고 하지만 초대 중앙정보부장 장형필을 몰아내고 새로이 부장 자리에 앉은 김진욱이 자신에게 위해를 가해오자 대항하게 되고 결국 사표를 낸 후 중앙정보부를 그만두게 된다. 그러나 미국으로 떠났던 장형필 부장이 다시 한국으로 돌아와 권력을 잡게 되고 자신을 감찰실장에 재수하자 자신의 권력을 이용해 김진욱 부장과 박창식을 몰락시키기로 마음먹고 결국 정치공작 폭로를 통해 김진욱 부장을 몰락시키는데 성공한다. 그러나 정우가 교도소에 있을 당시 정희가 박창식의 공작으로 죽게 되고 이에 분노한 정태가 박창식 및 염재만의 사주를 받은 부하 하이에나를 죽이고 구속되어 사형 선고를 받자 사형 집행만은 막기 위해 정태를 사형 현장에서 빼내어 대북 특수공작원 훈련소인 사미도로 빼돌려 특수훈련을 받게 한다. 이후 상황을 살펴보다 빼낼 생각이었으나 사미도 담당이었던 동기 김중령이 전방사단으로 전출되고 공작팀에 공작명이 내려진 후 정태가 이에 불복해서 탈영하자 정보부와 군의 계속되는 압력에도 동생을 지키기 위해 최선을 다하지만 결국 실패하고 정태가 수감되자 자책감에 빠진다. 정우는 정태를 어떻게든 구하려고 하지만 김진욱 이후 정보부장이 된 박동신 부장과 이후 정보부장 김진명이 이정태의 사형에 대해 막무가내로 나오자 원수이지만 친부였던 박창식에게 부자의 정을 호소하며 마음을 돌려 증언을 하게 한다. 이를 통해 정태가 풀려나야 했으나 정보부장 김진명의 강력한 반발과 독단으로 인해 정태의 목숨이 위태로워지자 직접 교도소에 난입해 정태를 빼돌리게 되고 국회의장이 된 장형필과의 독대와 정보부장 김진명에게 정치공작폭로협박을 통해 정태의 목숨을 살리게 한다. 이후 인애와의 미국 이민을 앞두고 공항에 가던 중에 김진명 정보부장이 보낸 중앙정보부요원의 총에 맞아 처형된다.
- 최수종 : 이정태 역.

이정우의 동생이자 이정희의 오빠. 마산부두의 밀수 조직에 몸담고 있으면서 보스의 신임을 받아 조직을 이끌 차기 후계자로 낙점되었으나 염재만과 박창식의 공작에 의해 교도소에 잡혀들어 갔을 때 보스를 버리지 않고 교도소행을 택하여 염재만의 빈축을 사게 되었다. 출소한 이후 술로 세월을 보냈으나 자신의 아버지 이현준이 박창식에 의해 빨갱이라는 오명을 쓰고 경찰서에 잡혀 들어가게 되자 그를 빼내는 조건으로 박창식이 이끌던 반공청년단에서 조직부장으로 일을 하게 되나 아버지 이현준이 교통사고로 조작된 사고로 죽게 되자 이에 반발하여 박창식의 집으로 쳐들어가 그를 죽이려고 하지만 재희의 만류로 무산되고 정태는 대성과 같이 서울로 도주한다. 이후 서울의 미군클럽에 밤에는 트럼펫을 불고 새벽에는 밀수를 하며 생활하던 정태는 박창식에 의해 국토건설단에 끌려가게 되고 그 곳에서 마달수를 만나 온갖 고생을 다하다가 형 정우의 도움으로 풀려난 후 복수를 꿈꾸면서 마달수와 박창식에 의해 한순간에 추락한 건달보스 강태수와 연합해 염재만이 관리하던 밀수조직을 장악하고 후에는 시장 전체를 장악하게 되면서 박창식과 염재만에 의해 눈엣가시가 된다. 그러나 박창식과 염재만의 사주를 받은 건달 하이에나가 여동생 정희를 겁탈하려다 미수에 그치고 정희가 옥상에서 떨어져 사망하자 이에 분노해 하이에나를 죽이게 되고 결국 정태는 구속되어 사형을 언도받는다. 정태는 제발 살려달라며 형인 정우에게 부탁했으나 대선을 앞둔 시점이고 장형필 의장의 반발이 만만치 않자 정우는 결국 정태를 대북 특수공작원 훈련소인 사미도로 보내게 되고 정태는 그 곳에서 인간 이하의 취급을 받으며 인간 병기로 훈련된다. 하지만 대북출정을 앞두고 정태는 동료들과 함께 탈출을 시도하면서 동료들은 사살당하고 자신 혼자만 가까스로 살아남게 되자 정태는 이 모든 것의 원흉이었던 박창식과 염재만을 처단하기로 결심하고 서울로 잠입한다. 이후 정태는 그야말로 신출귀몰하며 쪼여오는 군경의 포위망을 뚫고 재희와 강태수 그리고 마달수의 지원을 받아 결국 자신의 손으로 염재만을 격투 끝에 사살하는데 성공한다. 이후 형 정우의 도움으로 밀항을 시도하지만 인부의 사고로 검거된 후 군인들의 갖은 구타와 고문에 시달린 끝에 정신이 온전치 못하게 되고 이후 정우에게 구출된 후 고향에 돌아오자 정신이 돌아오면서 형 정우 여동생 정희의 이름을 애타게 부르며 통곡한다.
- 염정아 : 박재희 역.

서울호텔 상무. 박창식의 외동딸. 이정태를 어렸을 때부터 사랑하여 그와 맺어지기를 염원했었으나 아버지 박창식이 자신이 사랑하던 이정태의 아버지 이현준을 살해하고 이에 이정태가 자신의 아버지인 박창식을 죽이려고 하자 이를 말리고 정태를 서울로 도주시켰다. 이후 미군클럽에서 정체를 숨긴 채 살아가고 있는 정태를 우여곡절 끝에 만나지만 정태의 옆에 영주가 있다는 사실을 알게 되면서 영주에게 심한 질투를 느끼게 된다. 하지만 이정태가 염재만과 박창식의 계략에 휘말려 하이에나를 죽이고 구속되어 사형선고를 받자 자신의 선에서 이정태를 석방시키려고 하지만 정치인들의 이해관계와 아버지 박창식 그리고 염재만의 강경함에 어쩔 수 없이 정태를 떠나보낸다. 하지만 사미도에서 탈출한 이정태가 서울에 잡입하고 국회의원이 된 아버지 박창식으로부터 이러한 사정을 알게 되자 정태의 도주를 돕게 된다.
- 한진희 : 박창식 역.

이정우의 생부. 前 반공청년단장. 現 서울호텔 사장. 국회의원. 마산출신의 부자로 본래 신옥주와 연모하던 사이였으나 신옥주의 집안 어른들이 박창식을 마름의 아들이란 이유로 차별하고 결혼을 허락하지 않자 집에서 나와 갖은 고생 끝에 성공하여 반공청년단과 멸치 어장 등의 돈줄을 거머쥔 부자로 성장하였다. 권력에 대한 끝없는 탐욕과 돈에 대한 집착을 가지고 있으며 이 때문에 자유당 정권의 부정을 알면서도 권력욕에 가득차 가담하면서 반공청년단을 이용한 정치테러와 유력자들을 돈으로 조종하여 자유당의 비호를 받는다. 그러나 3.15 부정선거와 4.19 혁명으로 자유당이 몰락하고 장면 내각을 거쳐 5.16 군사 정변이 일어나자 목숨을 부지하기 위해 5.16 주체세력의 핵심 인물인 김진욱 중령에게 목숨을 의탁하고 자금을 대게 되면서 가까스로 살아난다. 이후 중앙정보부 수사1과장으로 출세한 이정우가 자신을 잡아넣으려고 하자 돈과 김진욱이 만들어 준 인맥을 이용해 이정우와 대결하고 마침내는 김진욱과 야합하여 이정우를 사지까지 내몰게 되지만 김인애의 로비 덕분에 이정우가 풀려나게 되자 김인애에게도 적대감을 갖게 된다. 대선 이후 군사정권이 안정되고 장형필과의 권력 다툼에 이긴 김진욱이 중앙정보부장으로 승진하자 김진욱에게 더욱 충성을 다하지만 이정우의 공작으로 위기에 내몰리고 교도소에 가게 되자 김진욱에게 구원을 요청한다. 하지만 자신의 정치 생명에 위협을 느낀 김진욱이 거절하자 자신이 직접 권력을 갖기 위해 출소 이후 국회의원 선거에 출마한다. 그러나 당선 가능성이 없고 패색이 짙었으나 자작극으로 유세 도중 피습을 당하게 되고 이로 인하여 동정표로 국회의원에 당선된다. 이후에는 서울호텔을 지어 사장직과 함께 국회의원을 겸임하면서 돈과 권력 양쪽을 다 지닌 무소불위의 권력자로 변모하였으나 그러나 국회의원 당선 이후에도 끓임 없이 이정우와 대립각을 세우며 서로를 견제했다. 하지만 하이에나를 죽인 이정태가 사형 선고를 받자 검찰을 비롯한 권력기관에 압력을 행사해 이정태가 항소를 할 수 없도록 손을 써놓은 뒤 이정우에게도 누명을 씌워 교도소에 보낸다. 그러나 죽을 줄 알았던 이정우가 김인애의 로비로 풀려나고 뒤이어서 장형필 부장이 귀국하여 국회의장으로 임명되자 장형필과 대립하며 권력 다툼을 벌이게 되고 이정우마저 감찰실장으로 복귀하고 정보부장이던 김진욱을 몰아내고 실권을 잡게 되자 김인애를 이용 서울호텔 부속의 사교클럽을 이용해 정보를 캐내고 로비를 하며 정치 생명을 이어나간다. 그러나 죽은 줄 알았던 이정태가 사미도에서 탈출하고 군경의 추격을 받게 되자 이를 자신의 권력을 다시 찾을 기회라 여기고 이를 이용하려 하지만 이정우의 발빠른 대처로 수포로 돌아가자 이정우와 이정태 형제에게 더욱 분노를 갖게된다. 군경으로부터 총과 전투복을 탈취한 이정태로부터 죽을 위기를 맞았으나 이정우의 등장으로 목숨을 구했고 이정태가 잡혀 사형선고를 받고 미치게 되자 자신의 남은 권력을 이용해 사형 집행일을 당기라는 압력을 행사하지만 정태를 살려달라며 부정을 호소하는 이정우에 의해 마음이 흔들려 자신이 불리하게 됨에도 결국 증언을 하게 되고 이와 동시에 감옥에 수감된다. 이후 죽음을 예감한 정우가 자신을 면회하러 오고 자신을 아버지라 부르자 참회의 눈물을 흘렸고 그 후에 딸 박재희로부터 정우가 죽었다는 소식을 듣자 통곡한다.
- 김영애 : 신옥주 역.

이정우, 이정태, 이정희의 어머니. 어린 시절 자신의 집 마름의 아들이었던 박창식과 연모하였으나 집안의 반대로 뜻이 이루어지지 않자 반강제로 이현준에게 시집을 가 그의 아내가 되었다. 하지만 조봉암 지지자였던 이현준이 위장된 교통사고를 당하여 병원에서 사망하게 되고 그 배후가 박창식임을 알게 되자 분노하여 대항하지만 자신의 아들 이정우의 아버지임을 알기에 겉으로 드러내 놓지 못하고 고통스러워한다. 철저하게 밑바닥 인생을 살아가는 아들 정태에 대해 싸늘한 입장을 보이며 정태에 대한 애정이 식은 듯 보였으나 실은 누구보다 정태를 아끼고 사랑했던 어머니였으며 자신의 생부와 대항하는 큰아들 정우와 동생의 복수를 하고 사형수가 된 작은아들 정태의 비극적 운명을 지켜보면서 눈물을 흘리고 한편으로는 인내하고 감내하는 우리 시대의 진정한 어머니상이다. 사채를 통해 돈을 벌어 대모로 성장할 수 있었으나 정태의 구명을 위해 돈을 전부 써버린 후, 정우가 정태를 구하자 다시 고향인 마산으로 돌아간다.
- 이영하 : 하도형 역.

김인애의 첫 번째 남자. 미국 국적을 가지고 있고 미국은 물론 한국의 권력자들과의 친분이 돈독하여 5.16 군사 정변 직후 혁명세력들의 포섭 대상이 되기도 하였다. 김인애가 연좌제로 잡혀가자 정우에게 도움을 요청하고 한편으로는 인애를 빼내기 위해 장형필부장과 거래를 한다. 이후 인애가 풀려난 후 같이 미국으로 가지만 이혼하고 만다.
- 이효정 : 염재만 역.

반공청년단부장. 이후 서울호텔 이사. 박창식의 오른팔이며 오래전부터 박창식을 수행하고 박창식의 밑에서 온갖 뒤처리를 도맡아하며 박창식의 사업과 정치적인 입지를 물려받아 후계자가 되기를 갈망한다. 그러나 자신의 야심을 알아차린 재희가 자신을 멀리하자 겁탈하고 자신들과 대적하는 이현준을 교통사고로 조작된 사고로 죽이는 등 사람으로서는 볼 수 없는 만행을 저지르면서 이정우·이정태 형제의 표적이 된다. 심지어 우발적으로 하이에나를 죽인 이정태에 대해 계획적으로 살인을 저질렀다는 누명을 씌우고 이후에도 이정태를 없애기 위해 관련 사건을 언론에 흘리는 등 끊임없이 악행을 저지르면서 수많은 이들을 파국으로 몰고 가다가 박창식으로부터 쫓겨나고 결국 이정태에 의해 비참한 최후을 맞이한다.
- 정흥채 : 강태수 역.

이정태의 동료이자 부하. 서울조직 세계에 몸담으며 이정태와 같이 자유당 밑의 반공청년단에서 정치 깡패로 활동했었으나 5.16 군사 정변 이후 깡패 일소가 시작되자 건달 세계에서 나와 있던 중 세상이 잠잠해지자 김두한의 부하라고 자칭하고 건달들을 모아 조직을 꾸렸다. 하지만 이정희를 만난 이후 건달 세계를 청산하고 올바르게 살도록 노력한다. 이정희가 사망하자 박창식과 염재만을 증오하며 이정태의 복수를 적극적으로 돕는다.
- 이정현 : 이정희 역.

이정우 및 이정태의 친동생. 아름다운 외모로 뭇사람들의 마음을 빼앗는 여인이며, 강태수와 연인 관계로 발전하지만 염재만의 사주로 인한 건달 하이에나의 겁탈을 뿌리치다가 옥상에서 떨어져 투신자살하고 만다.
- 박인환 : 이정우, 이정태, 이정희의 외삼촌. 신옥주의 오빠 신동걸 역.

3류 영화감독으로 마산에서 서울로 올라온 동생 신옥주 일가를 따뜻하게 받아주었다. 입담이 세고 허풍이 세지만 기본적으로 가족들을 아끼고 사랑하는 마음을 가지고 있다.
- 금보라 : 이정우, 이정태, 이정희의 외숙모 역.

신동걸의 아내이자 다방 종업원으로 허영과 사치가 세다. 3류 영화감독으로 밖에서 돈만 쓰고 다니는 신동걸을 마음에 들지 않아한다.
- 김흥기 : 장형필 국회의장 역.

실존 모델은 초대 중앙정보부장과 민주공화당 의장을 지낸 김종필이다. 5.16 군사 정변을 주도한 주체 세력의 중심 인물이면서 중앙정보부의 초대 정보부장이다. 정치적인 식견이 뛰어나고 판단력이 정확한 이정우를 포섭하여 혁명에 가담하도록 한 뒤 자신의 오른팔로 삼았다. 이후 중앙정보부 초대 정보부장으로 취임한 뒤 제3공화국에서 공화당 조직을 재정비하고 선거 승리를 위해 최선을 다하게 되고 자신의 자리를 노리는 김진욱 중령과 집요하게 부딪히면서 권력 다툼을 벌인다. 하지만 박창식의 힘을 업은 김진욱이 자신의 약점을 쥐고 흔들자 중정을 떠나 미국으로 출국하고 이후 정치적인 입지를 세우고 다시 돌아와 노정객으로 변신한다. 장형필은 정보부 장악을 위해 김진욱의 표적이 되어 떠도는 이정우를 다시 거두어 감찰실장으로 세웠고 이후 이정우를 이용해 김진욱을 파면시키고 정보부를 장악하는데 성공한다. 하지만 이정태가 사미도를 탈출하고 이정우가 자신의 명령을 어긴 채 이정우를 뒤쫓자 이정우를 이용하면서 한편으로는 정치적으로 유리한 칼자루를 잡기 위해 공작한다. 후에 이정태가 체포당하고 정치적인 문제로 사형이 불가피하게 되게끔 상황이 만들어지자 사형을 찬성하려 하지만 정상참작 사유가 있다는 법무관의 말을 듣고 사형을 만류하려고 한다. 그러나 마지막 수단으로 교도소에서 정태를 탈출시킨 이정우가 자신에게 자신의 목숨을 거두어가고 정태를 살려달라고 매달리자 마음이 동하게 되고 이정우를 미국으로 출국시키는 한편 이정태의 모든 기록을 말소시킨다.
- 최란 : 송혜주 역.

삼원각의 마담이자 김인애의 이모 .자신의 언니가 인애를 버리고 미군과 결혼하자 인애를 거두어 길렀다. 뛰어난 정치 선구안을 지닌 인물이며 후에 서울호텔 부속클럽의 마담으로 승격되어 정치인사들에게 정보를 모은다.
- 조재현 : 마달수 역.

본래 이정태와 같은 밀수조직에서 동고동락하던 인물이었으나 교도소에 들어가고 난 후 배신하여 염재만의 부하로 돌아섰다. 이후 반공청년단 청년부장을 맡아 정치깡패로 악명을 떨치면서 이정태와 맞섰다. 5.16 군사 정변 이후 국토건설단에 끌려가 모진 구타와 인간 이하의 대접을 받았으나 정태를 다시 만남으로써 의기투합하여 탈출하려고 한다. 하지만 실패하고 나락으로 떨어진다. 국토건설단에서 나온 이후에는 염재만에게 복수를 맹세하고 이정태, 강태수와 뜻을 모아 염재만이 이끄는 밀수조직을 장악하고 박창식과 맞서며 호기를 부리지만 전세가 불리하게 되자 다시 염재만에게 붙어 영화를 누린다. 박쥐같이 이리저리 붙으며 눈치 생활을 하다가 결국 제거 명령을 받은 염재만의 부하들에게 구타당하고 불구가 된 채 간신히 목숨만 건져 신옥주의 식객으로 전락한다. 이후 강태수와 함께 이정태의 조력자가 된다.
- 조은숙 : 영주 역.

이정태의 부인이자 이정우의 제수. 별칭은 제니. 미군클럽 양공주로 박창식을 죽이려다가 실패하고 서울로 도망와 숨어사는 이정태에게 호기심으로 접근했다가 자신을 위해 미군과 격투를 벌이고 수배까지 받게 된 이정태를 사랑하게 된다. 염재만과 박창식의 계략으로 국토건설단에 끌려간
이정태를 구출하기 위해 국토건설단 교관에게 몸로비를 하지만 몸만 더럽히고 술집 작부로 전락하게 된다. 자신의 처지를 비관하며 정태 앞에 나타나지 못하던 영주는 정태가 자신을 찾아내자 떠나려고 하지만 정태가 자신을 붙잡고 사랑을 고백하자 결혼하여 정태의 아내가 된다.
- 손창준 : 차대성 역.

이정태의 부하이자 수하. 이정태가 박창식을 죽이려다 실패하고 서울로 도주하자 같이 따라온다. 이후 미군클럽에서 웨이터로 일하면서 정태의 오른팔로 활약했고 나중에는 강태수의 쌀집에서 일한다.
- 이민호 : 하승준 역.

이정우와 김인애의 아들. 박창식의 손자.
- 김병세 : 유민재 역.

미국 한인교포이자 재벌 2세 김인애의 두번째 남자.김인애가 미국 측에 영향력을 행사할 수 있도록 힘써준 장본인으로 인애를 사랑하지만 거절당하고 미국으로 떠나간다.
- 한성식 : 하이에나(김윤배) 역.

염재만의 부하. 염재만의 지령으로 이정희를 겁탈하려고 하지만 실패하고 이정희가 죽게되자 격분한 이정태에게 죽음을 당한다.
- 김준모 : 작두(안태동) 역.

염재만의 부하. 마달수가 국토건설단에 끌려가자 마달수의 빈자리를 채웠다. 비열한 성격의 소유자로 염재만이 죽은 후 잠적하였다가 정보부에 끌려가 이정우로부터 이정태를 살리기 위한 증언을 하라는 요구를 받지만 증인 출석자리에서 오히려 이정태에게 불리한 진술을 해버린다.
- 이한위 : 망치 역.

강태수의 수하. 강태수에게 충성을 바친다.
- 안홍진 : 도치 역.

강태수의 수하.
- 임병기 : 군법무관 역

군법무관으로 이정태에게 박창식의 증언으로 정상참작 사유가 있다는 사실을 장형필 의장과 김진명 중앙정보부장에게 보고하지만 김진명 중앙정보부장이 오히려 이를 묵살하자 이정우에게 도움을 청한다.
- 최동준 : 김진욱 중앙정보부장 역.

육사 8기생으로 실제모델은 5.16 군사 정변 주체세력이자 후에 중앙정보부장을 지낸 김형욱이다. 성격이 잔인무도하고 악랄하며 정치적인 야심이 강한 인물로 끊임없이 장형필 및 이정우와 대립한다. 박창식의 자금줄을 등에 업고 승승장구하여 장형필 부장까지 몰아내고 실권을 차지했으나 장형필이 국회의장으로 돌아오고 이정우가 감찰실장으로 재수되어 자신의 목을 죄어오면서 결국 이정우와의 대결에서 지고 정보부장직에서 낙마한다.
- 전병옥 : 한호령 과장 역.

이정우의 충직한 오른팔이자 중앙정보부 요원. 정보분석실로 발령받은 이정우에게 충성을 다하며 끝까지 이정우와 생사고락을 함께 한다. 이정우를 진심으로 존경하고 따르는 인물이며 이정우가 이정태를 위해 모진 일도 마다하지 않는 것을 보고 옆에서 도왔다.
- 백인철 : 김진명 중앙정보부장 역.

박동신의 후임으로 정보부장이 된 인물. 성질이 급하고 과격한 성격의 소유자로 권위적이고 독선적이다. 이정태가 정상참작의 사유가 있음에도 오히려 이를 무시하고 사형선고를 강행하려고 하고 자신에게 반항하는 이정우에게는 총까지 겨누며 협박하는 등 악행도 서슴지 않는 막가파 인물로 장형필 부장과 이정우의 분노를 산다. 이후 이정우가 이정태를 탈출시키고 소환하자 죽이려하지만 장형필 부장에 의해 뜻이 이루어지지 않자 자신의 부하들에게 지령을 내려 이정우를 살해할 것을 지시한다.
- 이원종 : 취조관 역.

중앙정보부 취조관으로 잔인하고 악명높은 인물이다. 김인애와 이정태를 직접 취조하였고 후에 이정우가 이정태를 구출하려고 할 때 막아섰으나 이정우가 권총으로 지프차의 타이어를 펑크내고 이정태를 데려간 채 도주하자 망연자실한다.
- 이철민 : 실미도 훈련병 역.

이정태의 동료. 사미도에서 탈주한 군특수범 중 1명이다. 윤진호 및 이정태와 같이 도주하여 산에은신하면서 동태를 살폈으나 군경들에게 발각되어 동료와 함께 총살당한다.
- 윤진호 : 실미도 훈련병 역.

이정태의 동료. 이정태에게 악감정을 가지고 있었다. 이정태가 탈주한 이후 이정태를 죽이려는 등 악행을 서슴지 않았고 대북공작에서 이정태를 비롯한 동료와 같이 투입되었으나 같이 사지를 넘긴 이후에 동료와 같이 도망친다. 그러나 역시 군경에게 발각되고 도주하던 중에 총살당한다.
- 이영후 : 이현준 역.

신옥주의 남편. 이정우의 양부이자 이정태, 이정희의 생부. 조봉암 지지자로 민주당 국회의원 후보자이다. 박창식과 염재만의 계략으로 감옥에 갇혔으나 이정태의 도움으로 풀려난 후 아들 정태에게 빛을 지고 살아가지만 염재만의 계략으로 인해 차에 치어 중상을 입고 병원에서 사망한다.
- 박영지

前 마산경찰서장. 박창식의 충직한 오른팔로 정제계에 인맥을 다수 가지고 있다. 3.15 부정선거로 인해 옥살이를 할 위기가 있었으나 박창식의 도움으로 풀려난 후 그의 충직한 수하가 된다. 이후 5.16 군사 정변이 일어나자 육사 8기생이자 혁명 주체세력 중 하나인 김진욱 중령을 박창식에게 연결시킨다. 장형필과 대결하는 박창식 및 김진욱의 사이에서 중재 역할을 하고 때로는 박창식의 두뇌 역할을 한다.
- 김명국

중앙정보부 요원. 이정우와 한호령을 잘 따른다.
- 이우석 : 정봉욱 작전지휘관(계급-대위) 역.

이정우의 후배이자 사미도의 책임자. 이정우의 부탁으로 이정태에게 편지를 전해주는 등 호의를배풀었다. 그러나 미국출장 이후 특전사창설에 관련되면서 사미도를 떠나게 된다.
- 함석훈 : 방개 역.

마달수의 부하이자 수족. 마달수의 오른팔로 마달수가 조직보스를 제치고 염재만에게 붙자 같이 따라가 몸을 의탁했다. 이후 국토건설단에서 살아나온 마달수가 염재만에게 칼을 갈자 이정태와 마달수를 돕고 후에는 강태수의 쌀가게에서 일을 한다.
- 임대호

마산부두 밀수조직의 보스. 정태의 형님. 마산부두에서 밀수조직을 이끄는 밀수조직의 우두머리로 정태의 재능을 알아보고 후계자로 키우려고 하였으나 마달수의 배신으로 경찰에 체포된 뒤 죽음을 당한다.
- 강성진

이정우와 김인애의 후배로 서울대학교 학생. 정우에게 김인애가 삼원각집의 딸이라는 정보를 제공한다.
- 김경응 : 국토건설단 교관 역.

비열하고 간악한 성격의 소유자로 정태를 탈출시키기 위해 몸로비를 한 영주에게 무서운 집착을 보이고 나중에는 영주를 구타한다. 이후 이정태에게 알 수 없는 열등감을 느끼게 되고 정태에게 온갖 폭력을 행사한다.
- 김해권 : 박동신 중앙정보부장 역.

김진욱 이후 중앙정보부장으로 발령받은 인물로 이정태가 사미도를 탈출하자 추격하려는 이정우를 만류한다. 이정우의 능력을 인정하지만 혼란을 무마시키기 위해 이정태의 제거작전을 김중령에게 명령한다.
- 구자미

## 수상
- 1998년 KBS 연기대상 포토제닉상 및 대상 최수종
- 1998년 KBS 연기대상 여자 최우수 연기상 채시라
- 1998년 KBS 연기대상 여자 우수 연기상 염정아
- 1998년 KBS 연기대상 작가상 최완규
- 1998년 KBS 연기대상 특별상
- 1999년 제35회 백상예술대상 TV부문 남자 최우수 연기상 최수종
- 1999년 제26회 한국방송대상 통합 탤런트상 최수종

## 제작
- 당초 <그대 나를 부를 때> 후속 수목드라마로 기획되어[1] 1998년 3월 4일 첫 방송 예정이었지만[2], KBS가 <그대 나를 부를 때>를 끝으로 수목드라마를 폐지하면서[3] 편성이 불발되는 듯 했다. 그러나, 주말연속극 <웨딩드레스>가 조기종영되자 <웨딩드레스> 후속 주말극[4]으로 변경되는 듯 했다.
- 하지만, 한때 제작 무산 위기에 몰린 <야망의 전설>이 대본, 채시라 (김인애 역)를 제외한 나머지 배우들 캐스팅을 전체적으로 수정하기엔 시간이 부족하다고 판단하여 KBS는 <아씨>를 39회(98년 2월 21일)부터 <웨딩드레스> 후속으로 변경시켰으며 해당 작품(야망의 전설)이 수목극으로 기획될 당시 송윤아가 주인공 캐스팅 제의를 받았으나 조건이 안 맞아[5] 불발됐는데 이 무렵 KBS는 이금림 정을영[6] 이영희씨[7] 등 간판급 작가-연출자들, 본인(송윤아) 차태현[8] 등 자사 공채 출신 배우들의 공백이 있었다.
- 이 때문에 야망의 전설은 <아씨> 후속으로 바뀌었는데 애초 50부작으로 기획된 <아씨>가 8부 늘린 58부작으로 연장됨에 따라[9] 1998년 5월 2일 첫 회가 나갈 예정이었다. 그러나, "시청률이 오르는 시점에서의 연장방영은 자칫 시청자들에게 시청률 상승에 따른 연장이란 오해를 살 수 있는 등 얻는 것보다 잃는 것이 더 많을 것이다"라고 KBS 측에서 판단하여[10] <아씨>의 연장계획이 취소되자 1998년 4월 4일 첫 회가 나갔다.

## 참고 사항
- 이승연이 해당 작품의 수목극 편성설 당시 여주인공 섭외를 받았으나[11] 고사했다.
- '건국 50주년 특별기획'이라는 거창한 타이틀과 호화 캐스팅에도 첫 방송 시청률은 6.1%로 역대 한국방송공사 주말연속극 중 최저의 시청률을 기록하였으며, 방영 2주차에는 이보다 하락하여 4.5%의 시청률로 조기종영이 검토되었다.[12]
- 그러나, 정태 역의 최수종의 열연과 함께 정태의 동생 정희가 투신자살하자 극적 긴장감이 고조되어 1998년 8월에 시청률 20%를 돌파하였으며, 결국 50%대의 시청률을 기록하며 막을 내렸다.[13]
- 방영 초기 지하경제와 국토건설단을 소재로 중앙정보부의 정치공작을 다루려고 했으나 시청률 부진을 타개하기 위해 후반부에는 가족사적 구도로 방향을 전환시키고 실미도 사건 위주로 대본을 수정하였다.[14] 또한, 중반 이후 폭력 위주로 대본을 수정하여 비판을 받았다.
- 당초 36부작으로 8월 초 종영 예정이었다. 그러나, 후속작 <종이학>의 캐스팅 문제로 12부가 연장되었고[15] 높은 인기에 힘입어 12부를 더 늘린 60회로 막을 내렸다.
- 염정아가 맡았던 박재희 역은 당초 이민영 전도연 고소영 김희선 등에게 제의가 갔으나 "여주인공이 아니면 출연을 못하겠다"는 이유[16]로 고사해 버렸으며 이들 중 이민영은 야외 연출 담당 김영진 PD의 전작인 KBS 2TV 열애에서 김채원 역에 낙점되었지만[17] 개인사정으로 고사했고 당시 이민영 자리에는 성현아가 대타로 들어갔다.
- 채시라(김인애 역)는 88년 막을 내린 꼬치미[18] 이후 해당 드라마를 통해 KBS 복귀를 했다.

## 해설
- 강희선 (예고편)